# 格费尔
格费尔（德語：Gefell，發音：[ɡəˈfɛl] ⓘ）是德国图林根州萨勒-奥拉县的城市，面积45.22平方千米，2023年12月31日人口为2,390人。